# لبيضين (الضليعة)
'

تعديل مصدري - تعديل

لبيضين هي إحدى قرى عزلة الضليعة بمديرية الضليعة التابعة لمحافظة حضرموت، بلغ تعداد سكانها 207 نسمة حسب تعداد اليمن لعام 2004.